# Акшаухини
Акшаухини (санскр. अक्शौहिणी, IAST: akśauhiṇī) — согласно Махабхарате, боевое формирование, состоящее из 21870 колесниц, 21870 боевых слонов, 65610 всадников и 109350 пеших воинов. Отношение: 1 — колесницы/ 1 — слоны/ 3 — всадники/ 5 — пехота.

## Подразделения
| Тип подразделения | Описание с отношением и цифрами                                 |
| ----------------- | --------------------------------------------------------------- |
| Пати              | 1 колесница 1 слон 3 всадника 5 пеших воинов                    |
| Сенамукхам        | 3 Пати                                                          |
| Гулмам            | 3 Сенамукхам                                                    |
| Ганам             | 3 Гулмам                                                        |
| Вахини            | 3 Ганам                                                         |
| Бируданай         | 3 Вахини                                                        |
| Саму              | 3 Бируданай                                                     |
| Аникини           | 3 Саму                                                          |
| Акшаухини         | 10 Анихини                                                      |
| Акшаухини         | 21870 колесниц 21870 слонов 65610 всадников 109350 пеших воинов |